# Pern
Pern è una frazione del comune di Pern-Lhospitalet, situato nel dipartimento del Lot nella regione dell'Occitania. In precedenza comune autonomo, il 1º gennaio 2025 è confluito insieme all'ex comune di Lhospitalet nel nuovo comune di Pern-Lhospitalet.

## Società

### Evoluzione demografica
Abitanti censiti